# Корни из единицы

Корни пятой степени из единицы (вершины пятиугольника)

Корни n-й степени из единицы — комплексные корни многочлена {\displaystyle x^{n}-1}, где {\displaystyle n\geqslant 1}. Другими словами, это комплексные числа, n-я степень которых равна 1. В общей алгебре рассматриваются также корни многочлена {\displaystyle x^{n}-1} не только в комплексном, но и в произвольном ином поле, характеристика {\displaystyle p} которого не является делителем степени {\displaystyle n} многочлена.
Корни из единицы широко используются в математике, особенно в теории чисел, быстром преобразовании Фурье, теории расширений полей, теории построений циркулем и линейкой, представлениях групп.

## Представление
Представим комплексную единицу в тригонометрическом виде:
{\displaystyle 1=\cos 0+i\sin 0.}
Тогда по формуле Муавра получим выражение для {\displaystyle k}-го корня n-й степени из единицы {\displaystyle u_{k}}:
{\displaystyle u_{k}=\cos {\frac {2\pi k}{n}}+i\sin {\frac {2\pi k}{n}},\quad k=0,1,\dots ,n-1.}
Корни из единицы могут также быть представлены в показательной форме:
{\displaystyle u_{k}=e^{{\frac {2\pi k}{n}}i},\quad k=0,1,\dots ,n-1.}
Из этих формул вытекает, что корней n-й степени из единицы всегда ровно {\displaystyle n}, и все они различны.

### Примеры
Кубические корни из единицы:
{\displaystyle \left\{1,{\frac {-1+i{\sqrt {3}}}{2}},{\frac {-1-i{\sqrt {3}}}{2}}\right\}.}
Корни 4-й степени из единицы:
{\displaystyle \left\{1,+i,-1,-i\right\}.}

Кубические корни из единицы

Для корня 5-й степени имеются 4 порождающих элемента, степени каждого из которых охватывают все корни 5-й степени:
{\displaystyle {\Big \{}e^{\frac {2\pi ik}{5}}\,{\Big |}\,k\in \{1,2,3,4\}{\Big \}}=\left\{\left.{\frac {u{\sqrt {5}}-1}{4}}+v{\sqrt {\frac {5+u{\sqrt {5}}}{8}}}i\,\right|\,u,v\in \{-1,1\}\right\}.}
Для корня 6-й степени порождающих элементов только два ({\displaystyle u_{1}} и {\displaystyle u_{5}}):
{\displaystyle \left\{{\frac {1+i{\sqrt {3}}}{2}},{\frac {1-i{\sqrt {3}}}{2}}\right\}.}

## Свойства

### Геометрические свойства
Модуль каждого корня равен 1. На комплексной плоскости корни из единицы образуют вершины правильного многоугольника, вписанного в единичную окружность. Одной из вершин всегда является комплексная единица {\displaystyle 1+0i.} Вещественных корней может быть либо два, если {\displaystyle n} чётно (единица и минус единица), либо один (единица), если {\displaystyle n} нечётно. В любом случае невещественных корней чётное число, они располагаются симметрично относительно горизонтальной оси. Последнее означает, что если {\displaystyle u_{k}} — корень из единицы, то сопряжённое к нему число {\displaystyle {\overline {u_{k}}}} — тоже корень из единицы.
Пусть M — произвольная точка единичной окружности и {\displaystyle n>1.} Тогда сумма квадратов расстояний от M до всех корней {\displaystyle n}-й степени из единицы равна {\displaystyle 2n}.

### Алгебраические свойства
Корни из единицы представляют собой целые алгебраические числа.
Корни из единицы образуют по умножению коммутативную конечную группу порядка {\displaystyle n}. В частности, любая целая степень корня из единицы тоже является корнем из единицы. Обратный элемент для каждого элемента этой группы совпадает с сопряжённым ему. Нейтральным элементом группы является комплексная единица.

Корни 6-й степени из единицы как степени первого порождающего элемента

Группа корней из единицы изоморфна аддитивной группе классов вычетов {\displaystyle \mathbb {Z} _{n}.} Отсюда следует, что она является циклической группой; в качестве порождающего (первообразного) можно взять любой элемент {\displaystyle u_{k}}, индекс {\displaystyle k} которого взаимно прост с {\displaystyle n}.
Следствия:
- элемент {\displaystyle u_{1}} всегда является первообразным (его часто называют главным корнем из единицы);
- если {\displaystyle n} — простое число, то степени любого корня, кроме {\displaystyle \pm 1}, охватывают всю группу (то есть все корни, кроме {\displaystyle \pm 1}, являются первообразными);
- число первообразных корней равно {\displaystyle \varphi (n)}, где {\displaystyle \varphi } — функция Эйлера.

Если {\displaystyle n>1}, то для любого первообразного корня из единицы {\displaystyle u} имеют место формулы
{\displaystyle \sum _{k=0}^{n-1}u^{k}={\frac {u^{n}-1}{u-1}}=0,}
{\displaystyle \prod _{k=1}^{n-1}|1-u_{k}|=n.}

## Круговые поля
Круговое поле, или поле деления круга степени n — это поле {\displaystyle K_{n}=\mathbb {Q} (u)}, порождённое присоединением к полю рациональных чисел {\displaystyle \mathbb {Q} } первообразного корня n-й степени из единицы {\displaystyle u}. Круговое поле является подполем поля комплексных чисел; оно содержит все корни n-й степени из единицы, а также результаты арифметических действий над ними.
Исследование круговых полей сыграло значительную роль в создании и развитии теории целых алгебраических чисел, теории чисел и теории Галуа.
Пример: {\displaystyle K_{3}} состоит из комплексных чисел вида {\displaystyle a+b{\sqrt {3}}\,i}, где {\displaystyle a,b} — рациональные числа.
Теорема Кронекера — Вебера: всякое абелево конечное расширение поля рациональных чисел содержится в некотором круговом поле.

## Обобщения
Корни из единицы n-й степени можно определить не только для комплексных чисел, но и для любого другого алгебраического поля {\displaystyle K} как решения уравнения {\displaystyle x^{n}=1}, где {\displaystyle 1} — единица поля {\displaystyle K}. Корни из единицы существуют в любом поле и образуют подгруппу мультипликативной группы поля {\displaystyle K}. Обратно, любая конечная подгруппа мультипликативной группы поля {\displaystyle K} содержит только корни из единицы и является циклической.
Если характеристика поля ненулевая, то группа корней из единицы совместно с нулём образует конечное поле.

## История
Широкое применение корней из единицы как инструмента исследования начал Гаусс. В своей монографии «Арифметические исследования» (1801) он впервые решил древнюю задачу о делении окружности циркулем и линейкой на n равных частей (или, что то же, о построении правильного многоугольника с n сторонами). С помощью корней из единицы Гаусс свёл задачу к решению уравнения деления круга:
{\displaystyle x^{n-1}+x^{n-2}+\ldots +x+1=0.}
Дальнейшие рассуждения Гаусса показали, что задача имеет решение, только если n может быть представлено в виде {\displaystyle 2^{2^{r}}+1}. Подход Гаусса использовали позднее Лагранж и Якоби. Коши применил корни из единицы для исследования более общей задачи решения алгебраических уравнений со многими неизвестными (1847 год).
Новые применения корней из единицы обнаружились после создания в начале XX века абстрактной алгебры. Эмми Нётер и Эмиль Артин использовали это понятие в теории расширений полей и обобщении теории Галуа.